# Thaís Guedes
Thaís Duarte Guedes (sinh ngày 20 tháng 7 năm 1993), được biết đến với cái tên Guedes hoặc Thaisinha, là một cầu thủ bóng đá nữ người Brazil hiện đang thi đấu ở vị trí tiền đạo cho câu lạc bộ Incheon Red Angels tại WK League của Hàn Quốc và đội tuyển bóng đá nữ quốc gia Brazil. Ở các cấp độ trẻ của Brazil, cô từng thi đấu tại Giải vô địch bóng đá nữ U-17 thế giới 2008 và Giải vô địch bóng đá nữ U-20 thế giới 2012. Ở cấp độ đội tuyển quốc gia, cô đã tham dự Giải vô địch bóng đá nữ thế giới 2011 và Thế vận hội mùa hè 2012. Là một cầu thủ chơi lắt léo, phong cách của cô đã được so sánh với Neymar, cầu thủ bóng đá nam Brazil.

## Sự nghiệp câu lạc bộ
Vào tháng 2 năm 2013, Thaís và người đồng đội của cô tại Vitória das Tabocas, Beatriz Zaneratto João tuyên bố rằng họ đã chấp nhận việc chuyển đến chơi bóng cho câu lạc bộ Hàn Quốc Incheon Hyundai Steel Red Angels.

## Sự nghiệp quốc tế
Thaís ra mắt đội tuyển quốc gia vào tháng 12 năm 2010, trong chiến thắng 3–0 trước Mexico thuộc khuôn khổ giải Torneio Internacional Cidade de São Paulo 2010 tại sân vận động Pacaembu. Thaís được triệu tập vào đội hình tuyển Brazil tham dự Giải vô địch bóng đá nữ thế giới 2011 được tổ chức tại Đức và góp mặt trong chiến thắng 3–0 trước Guinea Xích Đạo ở vòng bảng.
Thaís đã được gọi trở lại đội tuyển quốc gia sau 23 tháng vắng bóng vào tháng 11 năm 2015. Cô trở lại tập luyện tại câu lạc bộ Hàn Quốc sau khoảng thời gian ban đầu phải vật lộn để thích nghi và chịu nhiều chấn thương.

## Bàn thắng quốc tế
| Goal | Ngày       | Địa điểm            | Đối thủ    | #   | Bàn thắng | Kết quả chung cuộc | Giải đấu                   |
| ---- | ---------- | ------------------- | ---------- | --- | --------- | ------------------ | -------------------------- |
| 1    | 2011-10-18 | Guadalajara, Mexico | Argentina  | 1.1 | 1–0       | 2–0                | 2011 Pan American Games    |
| 2    | 2011-10-20 | Guadalajara, Mexico | Costa Rica | 1.1 | 2–0       | 2–1                | 2011 Pan American Games    |
| 3    | 2011-12-11 | São Paulo, Brazil   | Chile      | 1.1 | 3–0       | 4–0                | Torneio Internacional 2011 |
| 4    | 2016-03-07 | Lagos, Bồ Đào Nha   | Nga        | 1.1 | 3–0       | 3–0                | Algarve Cup 2016           |